# تیری مونیه

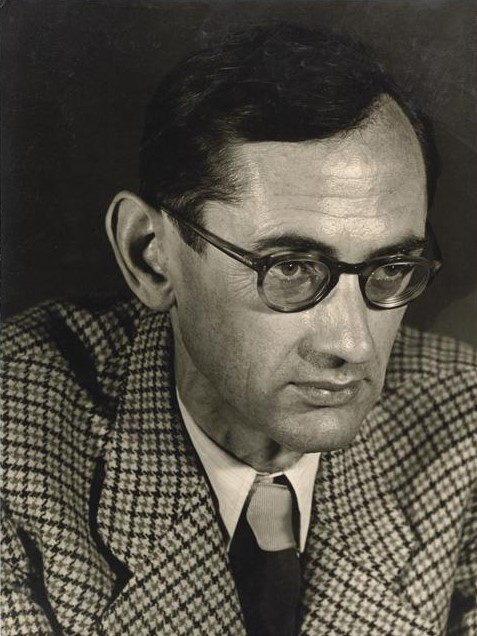
نگارهٔ تیِه‌ری مونیه، ژورنالیست فرانسوی - ۱۹۵۲

تیِه‌ری مونیه (به انگلیسی Thierry Maulnier)
بانام هنگام تولد (ژاک تالاگراند؛) (زادهٔ ۱ اکتبر ۱۹۰۹، آلس – درگذشتهٔ ۹ ژانویه ۱۹۸۸، مارنس-لا-کوکت) روزنامه‌نگار، مقاله‌نویس، نمایش‌نامه‌نویس و منتقد ادبی اهل فرانسه بود. او با مارکل تاسنکورت کارگردان تئاتر ازدواج کرد.

## آثار
- La crise est dans l'homme (۱۹۳۲)
- نیچه (۱۹۳۳)
- راسین (۱۹۳۴)
- Miracle de la Monarchie (۱۹۳۵)
- Mythes Socialistes (۱۹۳۸)
- Au-delà du nationalisme (۱۹۳۸)
- مقدمه à la poésie française (۱۹۳۹)
- La France, la guerre et la paix (۱۹۴۲، لیون)
- ۱۹۴۴: آنتیگونه از رابرت گارنیر، تئاتر شارل دو روفورت، تئاتر دو ویکس-کلمبیا
- خشونت و وجدان (۱۹۴۵)
- Langages (۱۹۴۶)
- Jeanne et ses juges (۱۹۵۲)
- Le Sexe et le néant، به کارگردانی مارسل تاسنکور، Thé detre de l'Athénée (۱۹۶۰)
- Cette Grèce où nous sommes nés (۱۹۶۴)
- La Défaite d'hannibal و به دنبال آن La ville au fond de la mer , Gallimard (۱۹۶۸)
- (۱۹۷۹) گفتگوی inattendu، با Jean Elleinstein , Flammarion